# Rabeca
A rabeca é um instrumento de arco, precursor do violino, crê-se que seja de origem árabe, tendo-se notícias de sua utilização desde a Idade Média.

## História
A palavra rabeca é usada tradicionalmente em Portugal e no Brasil para designar os instrumentos de corda friccionada com arco. Na península Ibérica, desde a Idade Média à atualidade, que palavras de influência árabe como rebab, rebec ou rabil designam esses instrumentos importados do Norte da África. Em Portugal, até ao século XIX, nos conservatórios (como  o Conservatório Real de Lisboa), o instrumento era chamado 'rabeca'. A denominação foi substituída  por 'violino' somente em 1903.

## Portugal
A «rabeca» é a designação popular do violino. Ao passo que o «rabecão» é a designação vulgar do contrabaixo de cordas.
No Norte de Portugal e no Baixo Douro, juntamente com as violas braguesa ou amarantina, o violão e o canto usa-se a rabeca chuleira para as chulas das festadas. Este é um violino mais agudo que o comum, produzido, em especial, para acompanhar os cantos agudos das mulheres.

## Brasil

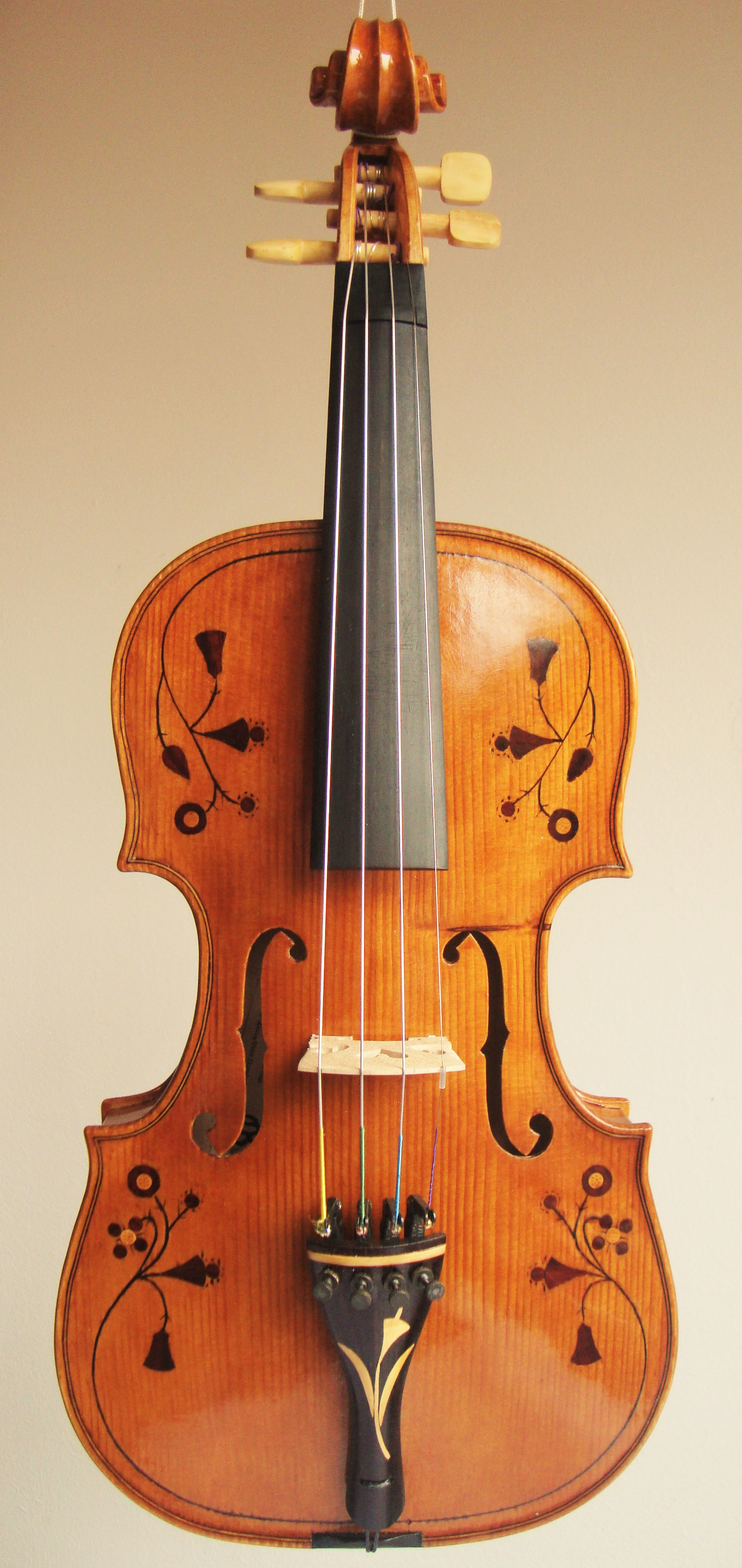
Rabeca Chuleira, réplica segundo modelo de Guilherme Sarmento 1872. Construída por Bruno Godinho, Portugal.

Acredita-se que a rabeca tenha chegado ao Brasil nos primórdios da colonização portuguesa. A primeira menção da rabeca data de 1760, em festas populares da Bahia, como no casamento da princesa do Brasil (futura rainha Maria I) com o Dom Pedro (futuro Dom Pedro II): "No dia onze, fizeram os sapateiros e corrieiros a sua demonstração em uma dança de ricas e vistosas farsas, que em nada cedia à dos alfaiates, e discorreram pelas ruas ao som de varias rabecas destramente tocadas."
No Brasil, encontramos a rabeca de norte a sul, confeccionada por artistas populares em comunidades rurais. Ela é tocada em manifestações populares e religiosas desde os remotos tempos da colonização brasileira. Sua construção, a afinação e a maneira de tocar mudam conforme a região de origem. Ultimamente a rabeca tem sido difundida por músicos populares que a trouxeram para os grandes centros urbanos.
De tom mais baixo que o do violino, tem um timbre fanhoso e percebido, geralmente, como tristonho. Existem rabecas de três, quatro, e mais raramente, de cinco cordas. As cordas podem ser de tripa ou aproveitadas de outros instrumentos como o cavaquinho, bandolim ou violão. Suas afinações variam de acordo com o rabequeiro, sendo as duas mais comuns, em quintas:  ré-lá-mi-si, conhecida popularmente como "afinação pernambucana", ou em sol-ré-lá-mi, como o violino e o bandolim.
O tocador encosta a rabeca no braço e no peito, friccionando suas cordas com arco de crina, untado no breu. Juntamente com a viola, é um instrumento tradicional dos cantadores nordestinos. Muitas pessoas confundem a rabeca com o violino, apesar de não terem o mesmo som e timbre.
No litoral de São Paulo e do Paraná a rabeca caiçara é usada no fandango, na folia do Divino, entre outras. No interior de São Paulo e em Minas Gerais, a rabeca é tocada no moçambique (dança), nas congadas, na dança-de-são-gonçalo e na folia-de-reis. 
No Nordeste foi popularizada por bandas locais, onde também é fabricada por artesões do interior de Alagoas, como Nelson da Rabeca. Ao contrário do que a maioria das pessoas pensam, a rabeca foi o primeiro instrumento melódico utilizado no forró. Só posteriormente, com a imigração dos alemães, é que a sanfona foi difundida por todo o Brasil e introduzida na música nordestina.
No estado de Pernambuco e em algumas regiões da Paraíba a rabeca também foi muito utilizada em bailes de forró, e ainda o é, ainda que diferentemente de como foi no passado. Na Zona da Mata Norte de Pernambuco, o folguedo do Cavalo-Marinho é o bastião da tradição de rabeca na região, e nesse brinquedo (como os que realizam o Cavalo-Marinho o chamam), circulam ótimos tocadores, ótimos construtores do instrumento (ainda que hoje tal presença tenha diminuído em relação a como foi há poucas décadas atrás) e que não são só de Pernambuco, mas também de outros estados, que visitam a região para aprender com mestres desses saberes que envolvem a rabeca como é feita por lá. 
A tradição de rabeca em Pernambuco é bastante singular, tanto no que se refere ao fazer do instrumento como do tocar do mesmo. E guarda, para além das semelhanças, bastante diferenças com as tradições como as do litoral de São Paulo/Paraná (rabeca caiçara) e as da região norte do país, por exemplo. Grandes referências na construção do instrumento na região da zona da mata de Pernambuco, no passado e/ou hoje em dia, são: Mané Pitunga (já falecido), Dinda Salu, Wilfred Amaral, Zé de Nininha, dentre outros. Grandes tocadores formados nessa região, no passado e/ou hoje em dia, são: Siba (do grupo Mestre Ambrósio), Renata Rosa, Totó da Rabeca, Mestre Antônio Teles (já falecido), Mestre Luiz Paixão, Mestre Salustiano (já falecido), Maciel Salú, Zé Aives (já falecido), dentre outros. 
Na região Norte, a rabeca é usada nas festividades de São Benedito. Na cidade de Bragança, onde destaca-se como o principal instrumento da festa, é tocada desde 1978 pelo mestre Zito (já falecido) no período de 18 a 31 de dezembro. Músicas como retumbão, chorado, xote, mazurca e contra-dança fazem parte do repertorio da festa, mais conhecida com o nome de Marujada.
Aurimar Monteiro de Araújo, Mestre Ari (já falecido), foi um dos mais renomados artesãos do instrumento na Região Amazônica, utilizando madeiras e fibras vegetais da floresta ele confeccionava instrumentos de sons inigualáveis. O mestre foi responsável pela criação da Orquestra de Rabecas da Amazônia, além de uma escola de música e de uma oficina escola que capacitam profissionalmente crianças e adolescentes, preservando assim a memória do instrumento na região.

## Outros usos
Também é usada na música da Romênia e conhecida como rebeca em algumas regiões do Brasil.